# Инцидент в Саяме
Инцидент в Саяме (яп. 狭山事件 Саяма дзикэн) — убийство Ёсиэ Наката (1947—1963), произошедшее в городе Саяма, префектура Сайтама, Япония, в 1963 году. Виновным в убийстве был признан Кадзуо Исикава (1939—2025), который впоследствии был осуждён на 31 год заключения. Исикава является буракумином, поэтому инцидент получил широкую известность как эпизод дискриминации буракуминов в современной Японии.

## Убийство
1 мая 1963 года шестнадцатилетняя Ёсиэ Наката (яп. 中田 善枝) пропала по дороге домой. Вечером того же дня неизвестный оставил записку с требованием выкупа около её дома. Похититель обозначил выкуп в размере ¥200000 (примерно $556 по тому времени) и приказал принести деньги на место рядом с домом в 12:00 следующего дня. В положенное время сестра девочки (впоследствии совершившая самоубийство) принесла деньги под пристальным наблюдением правоохранительных органов. Хотя похититель подошёл к ней и они обменялись словами, он почувствовал слежку и скрылся.
Утром 4 мая труп Накаты был обнаружен зарытым за городской алеей. Следствие установило, что она была изнасилована, а потом убита. СМИ жёстко раскритиковали действия полиции, также сравнив их с похищением Ёсинобу Муракоси в апреле того же года. 6 мая покончил с жизнью мужчина из того же района, что и Наката; впоследствии было обнаружено, что его группа крови совпадает с группой преступника.

## Арест и суд
23 мая полицейские посетили поселение бураку и арестовали 24-летнего Кадзуо Исикаву (яп. 石川 一雄) по обвинению в убийстве Ёсиэ Накаты. Хотя первоначально он отрицал свою вину, 20 июня он признался в похищении и убийстве Накаты, а также ещё в ряде похищений людей. Однако впоследствии Кадзуо утверждал, что полиция сделала ему ряд обещаний в обмен на взятие на себя других похищений, но после признания ничего так и не выполнила.
Исикава и его сторонники также впоследствии заявили, что полицейские заставили его сделать ложное признание в похищении самой Накаты, угрожая ему и изолировав на целый месяц. В то же время, по его словам, полицейские воспользовались тем, что Исикава был неграмотен, и не сообщили ему о праве нанять адвоката и даже сами написали «признание», которое он должен был подписать.
В итоге Кадзуо Исикава был признан виновным и приговорён к смертной казни, которая была заменена на пожизненное заключение. Правда, впоследствии его защитникам всё-таки удалось добиться условного освобождения Исикавы в 1994 году. С выходом из тюрьмы Исикава начал кампанию по снятию с него судимости. «Я хочу снять метку „убийца“, которая так сильно давит на меня», — сказал он в 2002 году. В его защиту также выступили ряд групп по защите прав человека, которые утверждали, что суд склонился к виновности Исикавы только на основании того, что тот являлся буракумином.